# 宮井英俊
宮井 英俊（みやい ひでとし、1979年10月21日 - ）は、日本の音楽プロデューサー、マニピュレーター、作曲家、編曲家、原盤制作ディレクター。WAKURABA代表取締役。

## 参加作品（作曲・編曲・プロデュース）
- ニック・カーター（バックストリート・ボーイズ）
- 渋谷すばる
- Sonar Pocket
- 矢井田瞳
- SUPER☆GiRLS
- シクラメン
- chay
- 田中れいな
- MarMee（ミゲル&さくらまや）
- 椎名へきる
- ひいらぎ
- BiS
- Draft King
- T.S.R.T.S
- ステレオポニー
- MAGIC OF LiFE
- heidi.
- ジャミール
- Dirty old men
- Universe
- no-spec（オジンオズボーン&ヒカリゴケ）
- テレビアニメ『テニスの王子様』 - 作曲・編曲で20タイトル以上参加
- テレビアニメ『おねがいマイメロディ』

## 劇伴
- 映画『叢雲 ゴースト・エージェンシー』
- テレビドラマ「墜落JKと廃人教師」毎日放送
- テレビドラマ「墜落JKと廃人教師 Lesson2」毎日放送
- 映画「ミスタームーンライト〜1966 ザ・ビートルズ武道館公演 みんなで見た夢〜」
- DMM TVオリジナルドラマ「ナナシ-第七特別死因処理課-」
- DMM TVオリジナルドラマ「ナナシ-第七特別死因処理課-」シーズン２
- FODオリジナル配信ドラマ『あの子が生まれる…』主演（森田望智）
- テレビアニメ『ウマ娘 プリティーダービー』Season1,2,3（UramaroMovement名義）

## TV-CM ・企業
- ほけんの窓口「いっぺん、おいでや。」篇（TVCM）
- バーガーキング「ワッパー 肉だ。直火だ。食事だ。いらっしゃい篇」(TVCM)
- 森永乳業・毎朝爽快Light「おなか良好お通じをふやす」篇（TVCM）
- にんべん「＃にんべん15秒レシピ」篇(TVCM)
- Discovery Channel Japan「アニマルプラネット」（BGM）
- DKセレクト（大東建託）（サウンドロゴ）
- 東京エレクトロン 「会社紹介映像」(WEB CM)
- フマキラー
  - 「カダンお庭の虫キラー」篇（TVCM）
  - どこでもベープ未来（TVCM）
  - 天使のスキンベープ「イカリジンのうた」篇（TVCM）
- エステー
  - ミュージカル赤毛のアン「Tours 2018 OpeningBGM」（TVCM＆舞台）
  - 消臭力プレミアムアロマ「プレミアムな進化論」篇（TVCM）
  - 洗浄力「地球を救う力」篇（TVCM）
  - シャルダンボタニカル 「ポルトガル人ミゲル」篇（TVCM）
  - 消臭力「贈る人」篇 / 「風のアニキ・国民の歌」篇 / 「LaLaLa〜未来へ〜」篇 / 「愛と平和と消臭力」篇（TVCM）
  - 車の消臭力（TVCM）
  - 米唐番 「ヤイコMyLove」篇 / 「日本の文化を守るガールズ」篇 / 「米唐番ガールズ街をゆく」篇 / 「愛とれいな」篇（TVCM）
  - ムシューダ 「虫VS熊雄」篇 / 「虫の歌」篇 / 「そこにいる」篇（TVCM）
  - シャルダンステキプラス 「シャルウィダンス」篇（TVCM）
  - 脱臭炭 「脱臭炭を入れよう」篇（TVCM）
  - ドライペット 「夢」篇 / 「ドライカッパ」篇 / 「なかよし」篇（TVCM）
- ヨコオデイリーフーズ
  - 「こんにゃくパークの飲むジュレ」篇（TVCM）
  - こんにゃくパーク「行こうよこんにゃくパーク」篇（TVCM）
- JRA全国食肉事業協同組合連合会「おにくらぶたいそう」（作曲・編曲）
- HUMAX CINEMA
- オリエンタルバイオ （WEB広告）
- Global Assist ベスト個別学院「好きな生き方」（TVCM）
- PREGO
- 三菱電機 「ALMA」篇 / 「宇宙事業総合」篇 / 「ひまわり8号・9号」篇 / 「宇宙みちびき」篇（TVCM）
- 三菱地所リアルエステートサービス
- BMW japan
- 東芝・ダイナブック（TVCM）
- 中京テレビ・NEXTTAGE（企業CM）
- ひろしま神楽TV

## マニピュレーター
- 映画
  - 「ヴィレッジ」主演：横浜流星）
  - 「妖怪の孫」安倍晋三・安倍政権を題材としたドキュメンタリー
  - 『前科者』（主演：有村架純、 森田剛）
  - 『ひらいて』（主演：山田杏奈、作間龍斗）
  - 『キネマの神様』（監督：山田洋次　主演：沢田研二、菅田将暉、永野芽郁）
  - 『ヤクザと家族 The Family』（主演：綾野剛、館ひろし）
  - 『MOTHER　マザー』（主演：長澤まさみ、奥平大兼）
  - 『FUKUSHIMA50』（主演：佐藤浩市、渡辺謙）
  - 『空母いぶき』（主演：西島秀俊、佐々木蔵之介）
  - 『新聞記者』（主演：シム・ウンギョン、松坂桃李、本田翼）
  - 『マンハント ManHunt』（監督：ジョンウー、主演：福山雅治、チャン・ハンユー）
  - 『あゝ、荒野』（主演：菅田将暉、ヤン・イクチュン）
  - 『ミュージアム』
  - 『太平輪 前後編（THE CROSSING）』（主演：金城武、長澤まさみ） ※日本未公開
  - 『愛を積むひと』
  - 『Lost in white』
  - 『健さん』（主演：高倉健）
  - 『探偵ミタライの事件簿 星籠の海』
  - 『二重生活』（2016年、主演：門脇麦）
  - 『利休にたずねよ』（主演：市川海老蔵、中谷美紀）
  - 『魔女の宅急便』（2014年公開の実写映画、東映、主演：小芝風花）
  - 『武士の献立』
- 舞台
  - 『奏劇』Vol.1,2,3
  - 『近松心中物語』（主演：堤真一、宮沢りえ、池田成志、小池栄子）
- テレビドラマ
  - 『イノセンス 冤罪弁護士』（日本テレビ）
  - 『不惑のスクラム』（NHK）
- テレビアニメ
  - 『カードファイト!! ヴァンガード overDress』（テレビ東京系列）
  - 『A.I.C.O』（Netflix）
  - 『正解するカド』（MBS・TBS系列）
  - 『アルスラーン戦記』（MBS・TBS系列）
  - 『翠星のガルガンティア』（TOKYO MX・YTV・CTV）
- 大貫妙子
- ケイコ・リー
- 石川さゆり
- 石井竜也 LIVE
- シクラメン LIVE
- 明治 TVCM
- クボタ TVCM
- 日本生命 TVCM
- パナソニック TOKYO 2020 TV CM

## レコーディング原盤制作
- Nissy
- ローラ
- 第一興商・LIVE DAM TVCM
- kylee
- 椎名へきる
- K
- メガマソ
- serial TV drama
- KONAMI（KPE）